# 1. armadna oblast (Kraljevina Jugoslavija)
1. armadna oblast je bil štab, ki je nadzoroval vojaške enote v moči armade in je deloval v okviru Kraljevine Jugoslavije.
Armadna oblast je bila lokacirana v Novem Sadu.

## Organizacija
1. september 1939
- Donavska divizija (Beograd)

- 2. pehotni polk (Beograd)
- 8. pehotni polk (Pančevo)
- 18. pehotni polk (Beograd)
- 2. samostojni artilerijski divizion (Beograd)
- 18. artilerijski polk (Bela Crkva)

- Drinska divizija (Valjevo)

- 5. pehotni polk (Valjevo)
- 6. pehotni polk (Bijeljina)
- 17. pehotni polk (Vinkovci)
- 1. samostojni artilerijski divizion (Valjevo)
- 17. artilerijski polk (Valjevo)

- Potiska divizija (Subotica)

- 7. pehotni polk (Novi Sad)
- 25. pehotni polk (Kikinda)
- 34. pehotni polk (Subotica)
- 5. samostojni artilerijski divizion (Subotica)
- 21. artilerijski polk (Subotica)

- Artilerijski polk Novi Sad
- Avtomobilski polk Novi Sad